# Gaspard Gil Polo
Gaspar Gil Polo, né à Valence en 1540 et mort à Barcelone en 1584, est un romancier et poète espagnol. Il ne doit pas être confondu avec Gil Polo, professeur de grec de Valence de 1566 à 1573.

## Biographie
Notaire de profession, Polo était trésorier de la commission qui inspecta valence en 1571, il devint conjurateur du chef des comptes en 1572, envoyé en mission à Barcelone en 1580, où il mourut en 1591.
Il est célèbre pour avoir écrit Diane amoureuse, la suite de Diane de Montemayor, et peut être la plus belle suite jamais écrite à un livre par un autre écrivain. Cervantes, dans don Quichotte, demande que ce livre ne soit pas brûlé, et qu'il soit conservé par Apollon en personne.
Le livre est l'un des plus agréables des romans pastoraux. Il est agrémenté de poèmes que Cervantes a imités dans son Chant de Caliope dans La Galatea. Il a été souvent réimprimé et traduit en anglais, français, allemand et latin. Le lexicographe Pedro Pineda en 1726 en fit une traduction en anglais.
Gaspar Gil Polo, qui écrivit aussi des rimes provençales et des vers en français, est cité par Juan Lorenzo Palmireno, professeur à Valence, dans Rhetorice Prolegomena (1567).
La langue de Gaspar Gil Polo n'est pas du pur espagnol, mais est contaminée par archaïsmes et par la lange de Valence. Sa poésie est liée au goût de la Renaissance, tandis que sa prose est conforme à un style plus archaïque.